# Ross Wilson
Ross Wilson född 29 december 1909 i Toronto och död 25 mars 1997 i Toronto, var en kanadensisk vinteridrottare. Han deltog i olympiska spelen 1932 i Lake Placid. I nordisk kombination kom han på 31:a plats.